# دينيس كولينغر
دينيس كولينغر (14 يناير 1994 في ألمانيا - ) هو لاعب كرة قدم كرواتي في مركز الدفاع. شارك مع منتخب كرواتيا تحت 21 سنة لكرة القدم. أما مع النوادي، فقد لعب مع نادي زغرب.

## وصلات خارجية
- دينيس كولينغر على موقع اتحاد كرواتيا (الكرواتية)
- دينيس كولينغر على موقع قاعدة بيانات كرة القدم.إي يو (الإنجليزية)
- دينيس كولينغر على موقع ناشيونال فوتبول تيمز (الإنجليزية)
- دينيس كولينغر على موقع Soccerway.com (الإنجليزية)
- دينيس كولينغر على موقع عالم كرة القدم.نت (الإنجليزية)